# Alfons Serrahima i Bofill
Alfons Serrahima i Bofill (Barcelona, 5 de desembre de 1906 - Barcelona, 4 de febrer de 1988) fou un joier i orfebre català. Considerat un dels principals exponents de la joieria catalana del segle XX destaca la seva aportació en la joieria, l'orfebreria litúrgica i també pels seus càrrecs com a president del FAD i del saló monogràfic Hogarotel, membre del patronat de l'Escola Masana i de la Junta de Museus de Barcelona.

## Biografia
Fill de l'advocat Lluís Serrahima i Camín i Isabel Bofill i de Compte, va créixer en una família nombrosa de vuit germans. Entre els quals cal destacar la figura de Maurici Serrahima i Bofill (Barcelona, 1902-1979). Maurici fou polític, escriptor i llicenciat en dret per la Universitat de Barcelona. També va col·laborar en la fundació d'Unió Democràtica de Catalaunya. Fora de l'àmbit polític cal remarcar el Júnior Futbol Club fundat per diversos germans, entre ells l'Alfons, i un grup d'amics de la família. En el món de l'esport Joan Serrahima i Bofill va destacar per ser campió dels 100 metres llisos d'Espanya i per participar en els Jocs Olímpics d'Amsterdam de 1928. Dins aquest entorn de l'esport, Alfons va contribuir amb la seva feina dissenyant i elaborant diversos trofeus en diferents modalitats.

## Formació
La seva formació es va centrar principalment al taller d'Antoni Urpí de Sarrià (barri on va créixer) figura destacada de les exposicions del 1898 i 1907. Posteriorment va continuar el seu aprenentatge al Cercle Artístic de Sant Lluc on va perfeccionar la seva tècnica en el dibuix.

## Obra
La seva primera aparició pública va ser a la sala Parés el 1931, però el primer gran reconeixement professional de la seva carrera va el 1936 en guanyar el Concurs i la realització del bastó del President del Tribunal de Cassació de Catalunya i la medalla d'Argent en la VI Triennal de Milà, inaugurada aquell any just començada la Guerra Civil Espanyola. En aquell certamen també van ser reconeguts Ramon Sunyer, Jaume Mercadé i Jacint Roca. Destacat també pel disseny i fabricació de coberteries, jocs de te i jocs de tocador. Una de les seves intervencions més destacades va ser la realització del tron de la Mare de Déu de Montserrat on també van col·laborar altres joiers com Ramon Sunyer i Jaume Mercadé entre d'altres (Alfons, concretament va encarregar-se del cimbori). Una altra de les seves aportacions més prestigioses és el disseny i producció de les corones i ceptres de la Mare de Déu de la Mercè de Barcelona i del nen Jesús que apareix amb ella.

## Estil
L'estil d'Alfons Serrahima imposa una línia de modernitat on predomina un gust delicat i allunyat d'excentricitats. Auster en les formes busca allunyar-se dels decorativismes més estàndards dels anys anteriors, tant del corrent neobarroc com del més Déco. A banda de la seva figura de realitzador cal remarcar també el seu vessant en el disseny. Aquest aspecte fortament marcat en el seu estil es veu reflectit les formes puristes de la seva obra. Això suposà una gran novetat i mostrà l'exigència de l'autor en el seu ofici juntament amb la voluntat d'estar en sintonia amb les tendències internacionals.

## Premis
Durant la seva trajectòria professional, obtingué diferents premis, com la medalla d'argent de la Triennal de Milà del 1936, i la de la Bienal de Punta del Este (Uruguai) el 1967, i també premis a trofeus esportius en les exposicions de l'Art en l'Esport de Barcelona el 1967, i de Bilbao, el 1970.

## Galeria

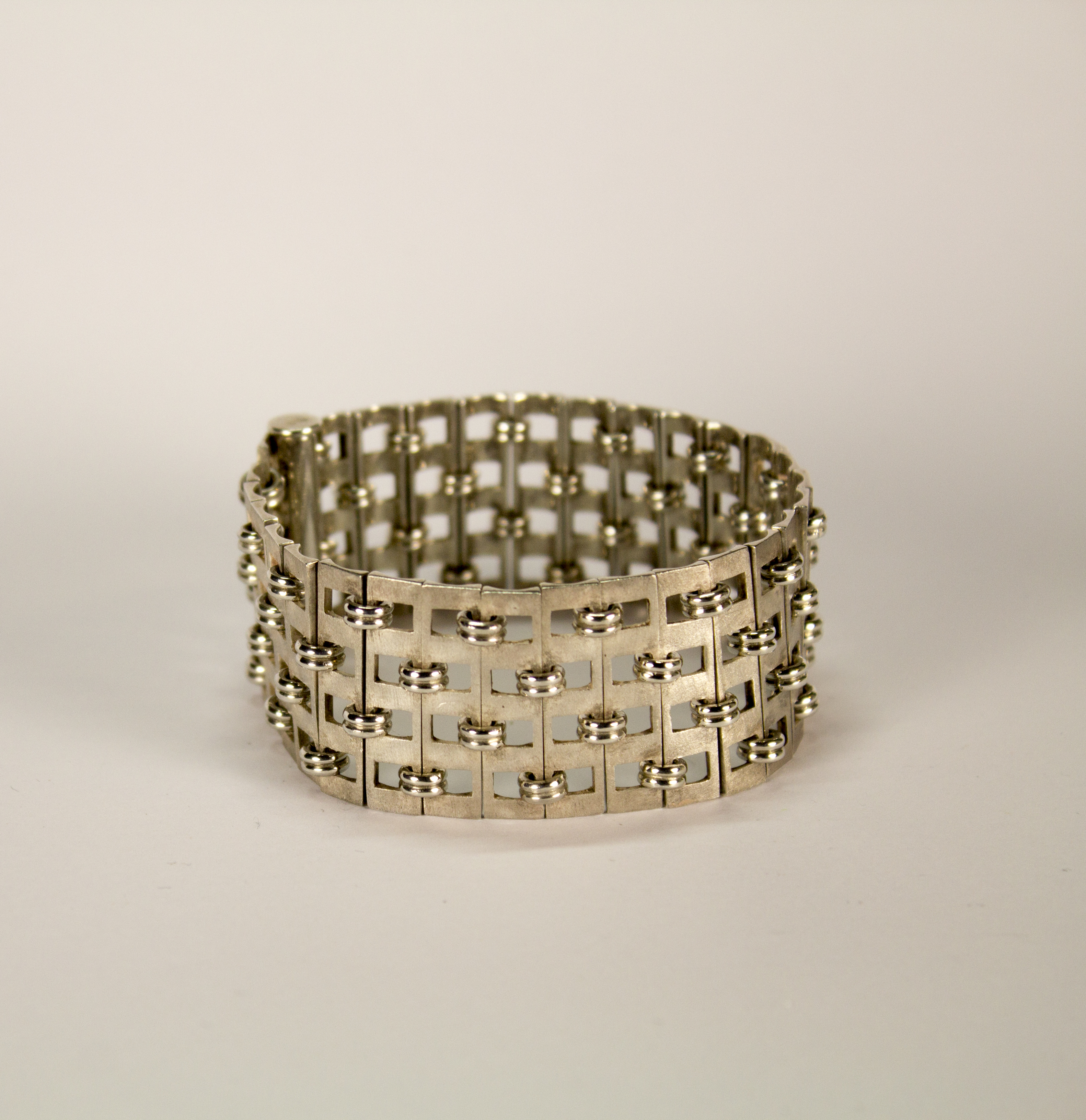
Braçalet articulat, argent
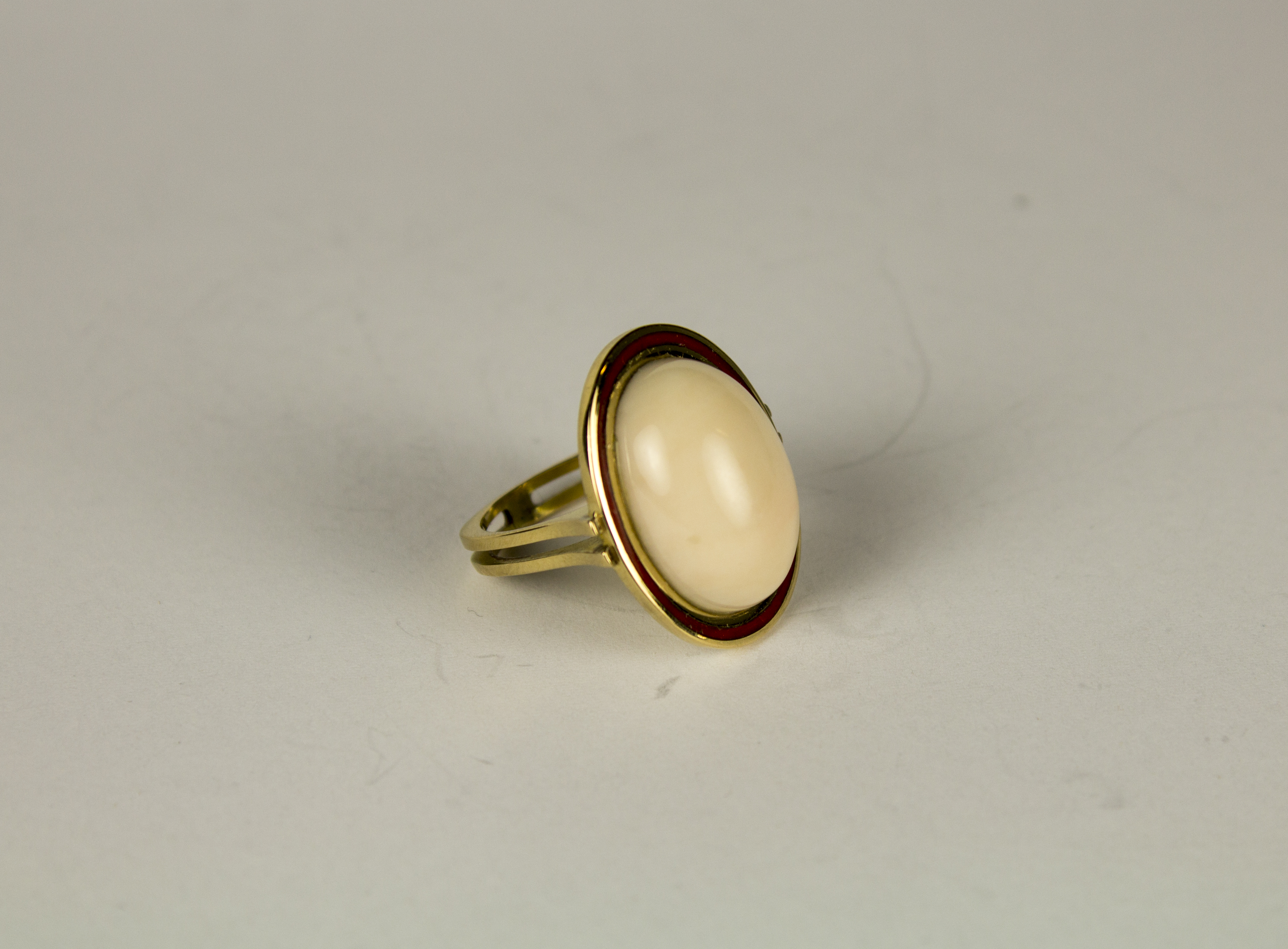
Anell or, corall rosa i esmalt
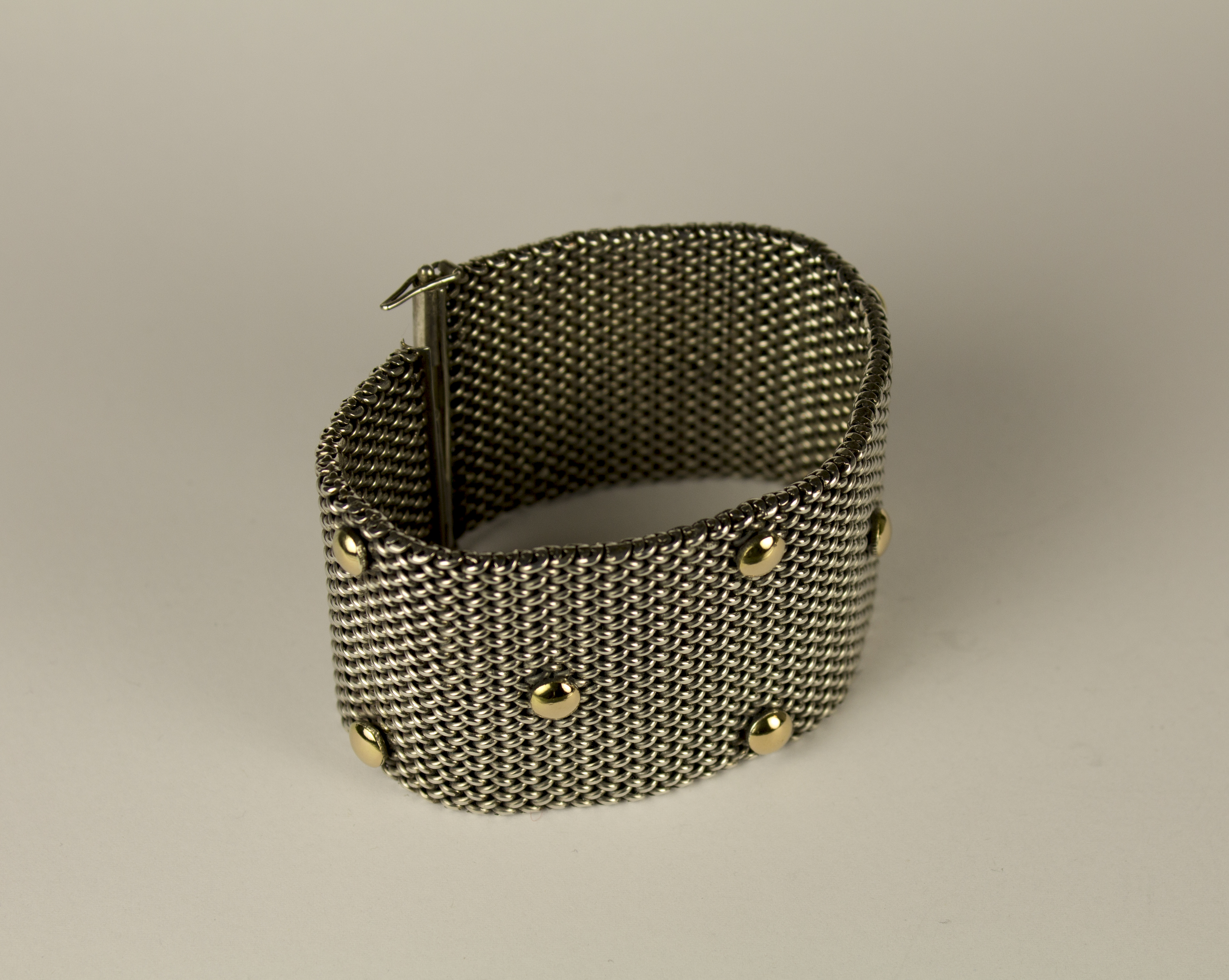
Braçalet malla d'argent i botons d'or
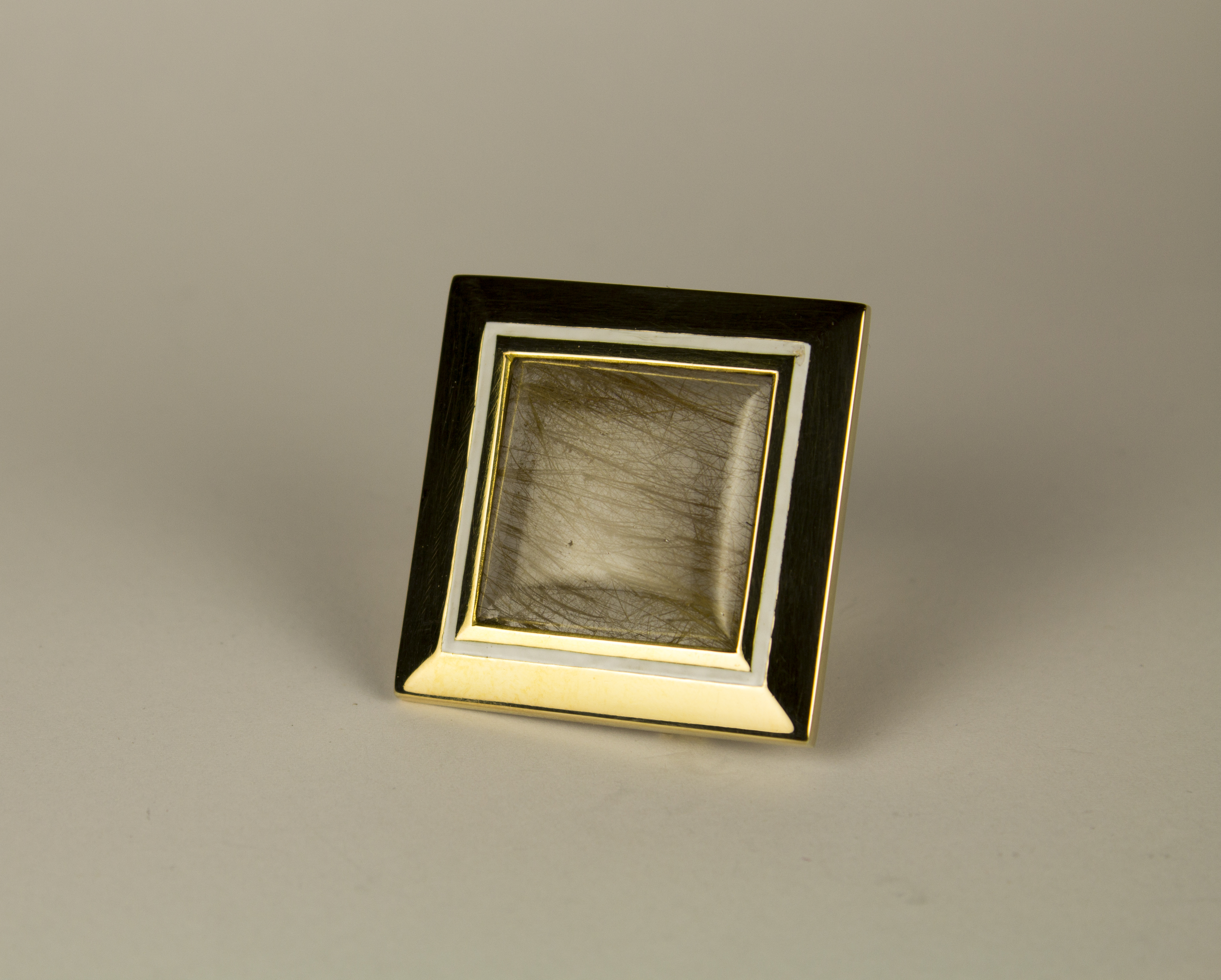
Fermall or, quarç rutil i esmalt
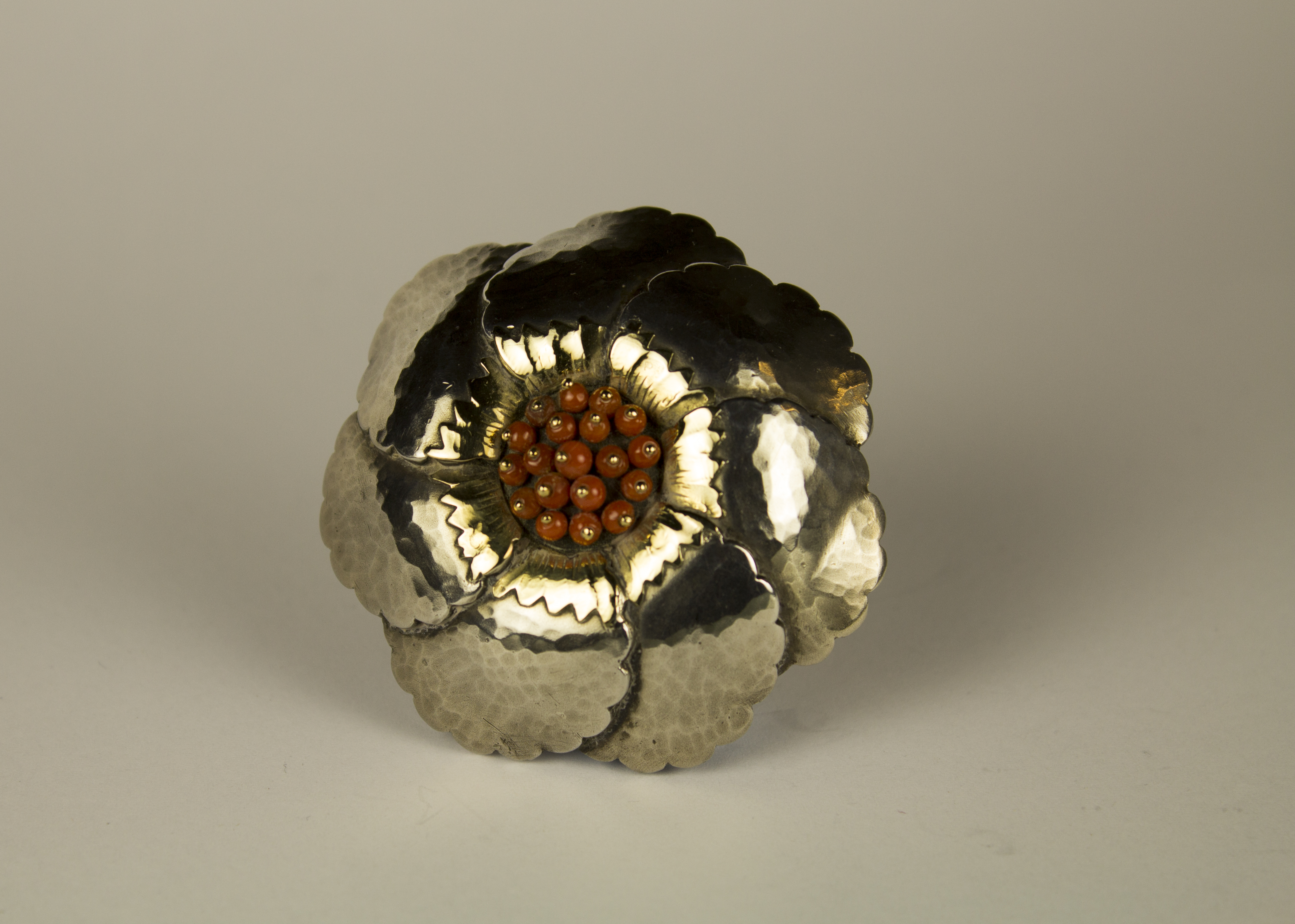
Fermall argent, or i coralls
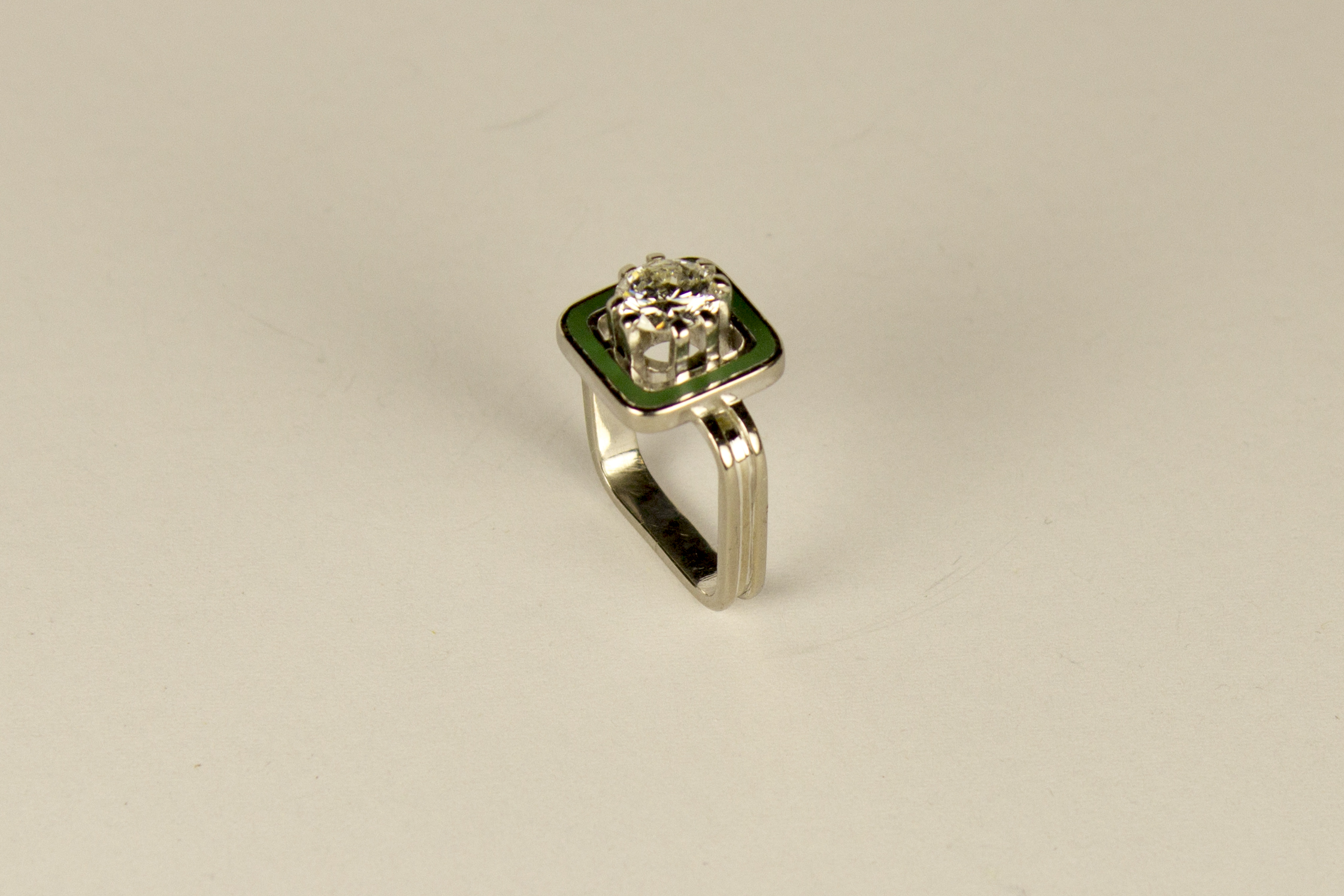
Anell or blanc, brillant i esmalt
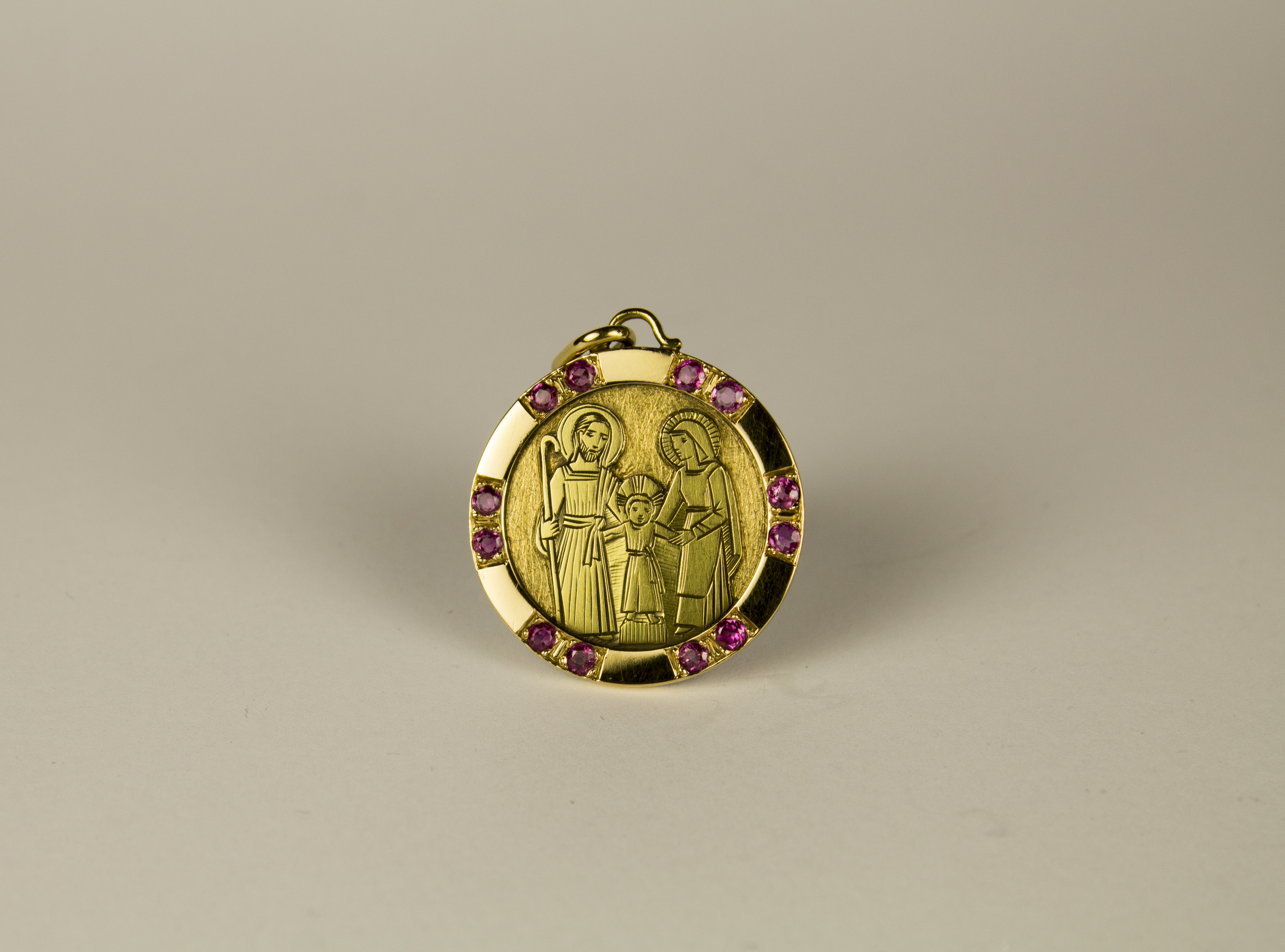
Medalla or gravada i robins